# 塔哈島 (外赫布里底群島)
塔哈島是蘇格蘭的島嶼，位於北尤伊斯特島西北的大西洋海域，屬於外赫布里底群島的一部分，面積0.53平方公里，最高點海拔高度65米，島上無人居住。
57°40′00″N 7°05′30″W / 57.66668°N 7.09176°W